# Paracaedicia
Paracaedicia is een geslacht van rechtvleugeligen uit de familie sabelsprinkhanen (Tettigoniidae). De wetenschappelijke naam van dit geslacht is voor het eerst geldig gepubliceerd in 1891 door Karl Brunner-von Wattenwyl.

## Soorten
Het geslacht Paracaedicia omvat de volgende soorten:
- Paracaedicia centrifera Bolívar, 1902
- Paracaedicia disjuncta Karny, 1926
- Paracaedicia femorata Bolívar, 1902
- Paracaedicia melanocondylea Bolívar, 1902
- Paracaedicia nigropunctata Brunner von Wattenwyl, 1891
- Paracaedicia novata Brunner von Wattenwyl, 1898
- Paracaedicia obesa Brunner von Wattenwyl, 1891
- Paracaedicia planicollis Brunner von Wattenwyl, 1891
- Paracaedicia proxima Bolívar, 1902
- Paracaedicia raroramosa Brunner von Wattenwyl, 1891
- Paracaedicia serrata Brunner von Wattenwyl, 1891
- Paracaedicia spinosa Brunner von Wattenwyl, 1891
- Paracaedicia tibialis Brunner von Wattenwyl, 1891
- Paracaedicia verrucosa Brunner von Wattenwyl, 1891